# Лаш, Вера Анатольевна
Ве́ра Анато́льевна Лаш (до 1952 — Ми́ссик) (30 сентября 1921, Новгород — 23 октября 2005, Москва) — советская волейболистка, игрок сборной СССР (1949). Чемпионка Европы 1949. Связующая. Мастер спорта СССР (1949).

## Биография
Выступала за команды: 1946—1948 — СКИФ (Ленинград), 1949 — ЛДО (Ленинград), 1950—1953 — «Медик» (Ленинград). Бронзовый призёр чемпионата СССР 1953.
В составе сборной СССР в 1949 году стала чемпионкой Европы.
После окончания игровой карьеры работала тренером.